# Edith Chick
Edith Chick (* 29. Oktober 1869 in Marylebone; † 11. Juni 1970 in Cambridgeshire) war eine britische Botanikerin. Sie war die Ehefrau des Pflanzenökologen und Geobotanikers Arthur George Tansley, der den Begriff „Ökosystem“ einführte.

## Leben und Werk
Chick war eines der zehn überlebenden Kinder und die zweite und älteste Tochter von Emma Hooley und dem Geschäftsmann Samuel Chick. Ihre sechs Schwestern studierten am University College, von denen Harriette, Frances und sie sich naturwissenschaftlichen Studien widmeten.  Chick besuchte die Gower Street School und ab 1886 die von der Girls Public Day School Company gegründete Notting Hill High School. Nachdem sie dort die Eingangsprüfungen für Oxford, Cambridge und London bestanden hatte, begann sie 1889 am University College in London ihr Studium. 1894 erwarb sie den Bachelor of Science und erhielt in ihrem letzten Jahr den Klassenpreis in Botanik. Von 1892 bis 1895 und von 1898 bis 1899 setzte sie ihr Studium in Botanik fort. Sie erhielt von 1899 bis 1904 als erste Frau ein Quain-Stipendium in Höhe von 100 Pfund jährlich, was in der damaligen Zeit eine hohe Geldsumme war.
1903 heiratete sie den Botaniker Arthur George Tansley, mit dem sie drei Töchter bekam. Zusammen veröffentlichten sie in den Annals of Botany und sie begleitete ihn auf zahlreichen Exkursionen. 1918 wurde sie zum Fellow des University College gewählt.
Ihr botanisches Autorenkürzel lautet Chick.

## Veröffentlichungen (Auswahl)
- mit A.G. Tansley: Pallavicinia hibernica var. wilsoniana (Gottsche), Ann. Bot. (Oxford) 15, 1901.
- mit A.G. Tansley: Notes on the Conducting Tissue-System in Bryophyta, Annals of Botany, vol. 15, no. 57, 1901, pp. 1–38.
- The Seedling Of Torreya Myristica, The New Phytologist, 1903.